# Wad Madani
Wad Madani (arab. ود مدني) – miasto w Sudanie, na lewym brzegu Nilu Błękitnego, stolica stanu Al-Dżazira; na wysokości 410 metrów. Około 211 tys. mieszkańców. Ośrodek sztucznie nawadnianego regionu rolniczego Al-Dżazira; przemysł spożywczy, włókienniczy, chemiczny, metalowy; węzeł drogowy, port lotniczy; uniwersytet; Instytut Rolniczy (założony 1904).